# Thanksgiving (Glee)
Thanksgiving is de achtste aflevering van het vierde seizoen van de Amerikaanse televisieserie Glee, de 74e aflevering van alle vier seizoenen. In de Verenigde Staten werd de aflevering voor het eerst uitgezonden op 29 november 2012. De aflevering werd geschreven door Russel Friend & Garrett Lerner en geregisseerd door Bradley Buecker.

## Verhaallijn
Afgestudeerden Quinn Fabray (Dianna Agron), Santana Lopez (Naya Rivera), Mercedes Jones (Amber Riley), Mike Chang (Harry Shum, Jr.)en Noah Puckerman (Mark Salling) keren terug naar Lima om Thanksgiving Day te vieren. Finn Hudson (Cory Monteith) vraagt hen allen een van de nieuwe New Direction leden onder zijn of haar hoedde te nemen om hen voor te bereiden op sectionals. Jake helpt Ryder verkozen te worden tot een van leidende dansers naast Sam. In New York confronteert Rachel Berry (Lea Michele) Brody met het feit dat hij naar bed is geweest met dansdocente Cassandra en nodigt hem uit om Thanksgiving Day bij haar en Kurt Hummel (Chris Colfer) te komen vieren. Kurt belt met Blaine. New Directions treden op voor sectionals, en Marley stort in vlak voor het einde van het eerste nummer.

## Muziek
- "Homeward Bound / Home"
- "Come See About Me"
- "Whistle"
- "Live While We're Young"
- "Let's Have a Kiki / Turkey Lurkey Time"
- "Over the River and Through the Wood / She'll Be Coming 'Round the Mountain"
- "Gangnam Style"